# Lord Howe-eiland
Lord Howe-eiland (Engels: Lord Howe Island) is een eiland in Australië dat tot de deelstaat New South Wales behoort. Het is vernoemd naar de Britse admiraal Richard Howe.
Lord Howe-eiland is 14,6 km² groot en het hoogste punt ligt op 866 meter. De archipel waartoe het behoort werd in 1982 op de Werelderfgoedlijst geplaatst vanwege zijn zeldzame collectie van planten, vogels, zeeleven (koraal) en zijn uitzonderlijke natuurlijke schoonheid. Het is een van slechts vier eilandengroepen die tot Werelderfgoed zijn uitgeroepen.
Het eiland is te bereiken door een vliegreis van twee uur vanaf Sydney of Brisbane.
In de buurt van Lord Howe-eiland liggen Ball's Pyramid en Wolf Rock.

## Tijdzone
Hoewel de rest van New South Wales als standaardtijdzone UTC+10 (AEST) gebruikt, is het op Lord Howe-eiland een half uur later (UTC+10:30). Gedurende de zomertijd is het in beide gebieden UTC+11 (AEDT). Lord Howe-eiland is het enige gebied ter wereld met een zomertijd die niet een uur met de standaardtijd verschilt.

## Flora en fauna
Door de ligging binnen het Australaziatisch gebied heeft het eiland een bijzondere flora en fauna met kenmerken van zowel Australië, Nieuw-Guinea als Nieuw-Caledonië. Daarom wordt 75% van het landoppervlak van het eiland als natuurreservaat beheerd. Zaden van de endemische palm Howea worden vanuit dit eiland naar de rest van de wereld verstuurd om als kamerplant (kentiapalm) te worden opgekweekt.

### Vogels
Er zijn 202 verschillende soorten vogels waargenomen op het eiland. Het eiland is een Important Bird Area. Veel zeevogels nestelen er zoals Solanders stormvogel, roodstaartkeerkringvogel, Australische grote pijlstormvogel, wigstaartpijlstormvogel, kermadecstormvogel en maskergent. Verder typische endemische soorten zijn de Lord-Howeral en speciale ondersoorten van de gouden fluiter (P. p. contempta), de grijsrugbrilvogel (Z. l. tephropleurus) en de bonte klauwierkraai (S. g. crissalis). Een soort parkiet, de Lord-Howekakariki, stierf hier in 1869 uit.

### Zoogdieren
De volgende zoogdieren komen op het eiland voor: wild zwijn (Sus scrofa) (geïntroduceerd),  zwarte rat (Rattus rattus) (geïntroduceerd; er is een plan om ze uit te roeien), Vespadelus pumilus (onzeker; waarschijnlijk uitgestorven). Van Nyctophilus howensis zijn alleen fossielen aangetroffen.